# Olejua
Olejua ist ein nordspanisches Dorf und eine Gemeinde (municipio) mit 47 Einwohnern (Stand: 2024) im Süden der Autonomen Gemeinschaft Navarra.

## Lage und Klima
Olejua liegt gut 55 km (Fahrtstrecke) westsüdwestlich von Pamplona bzw. ca. 26 Kilometer nordöstlich von Logroño in einer Höhe von ca. 575 m. Das Klima ist gemäßigt bis warm; Regen (830 mm/Jahr) fällt überwiegend im Winterhalbjahr.

## Bevölkerungsentwicklung
| Jahr      | 1970 | 1981 | 1991 | 2001 | 2011 | 2021 |
| Einwohner | 97   | 81   | 66   | 55   | 55   | 51   |

## Sehenswürdigkeiten

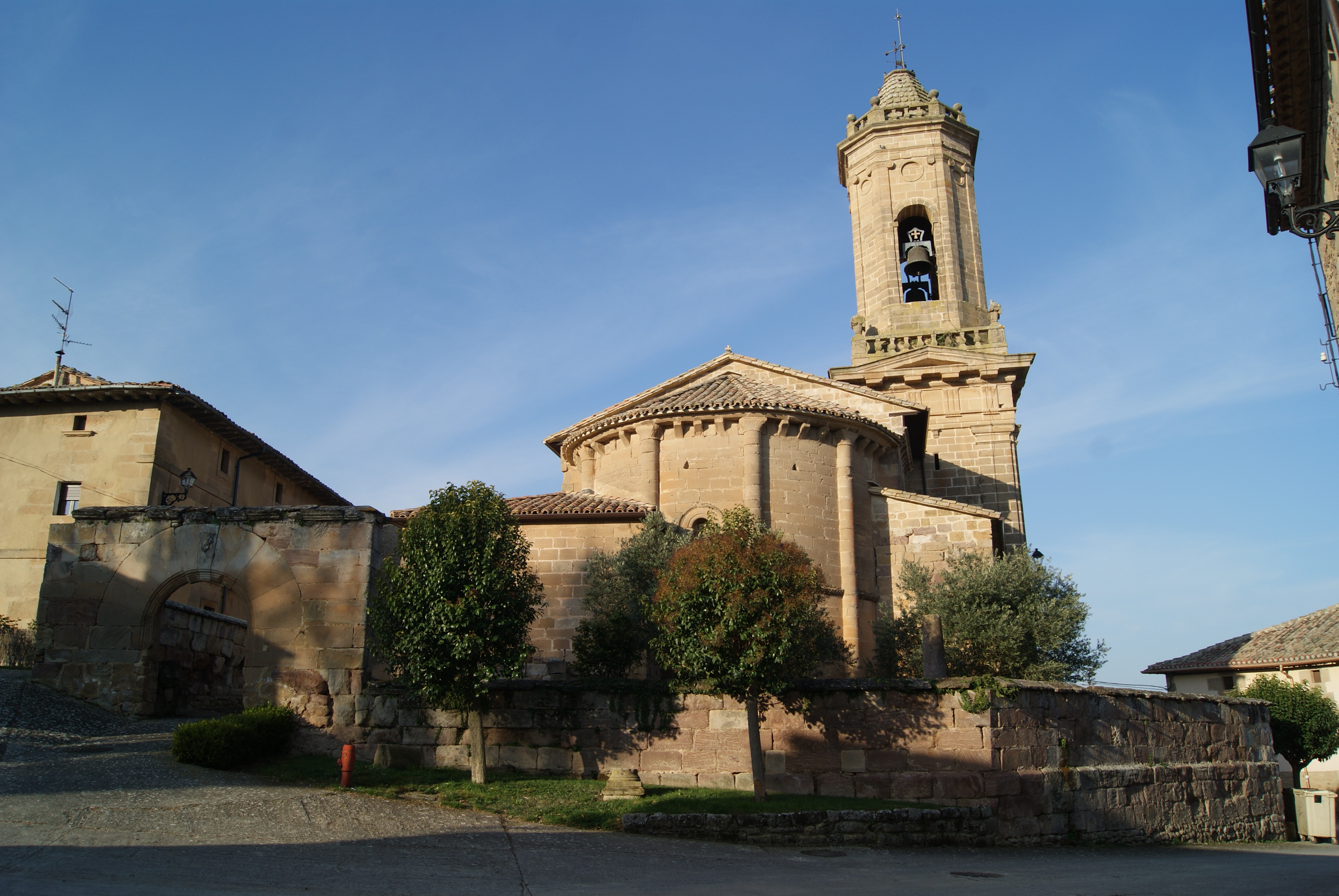
Jakobuskirche
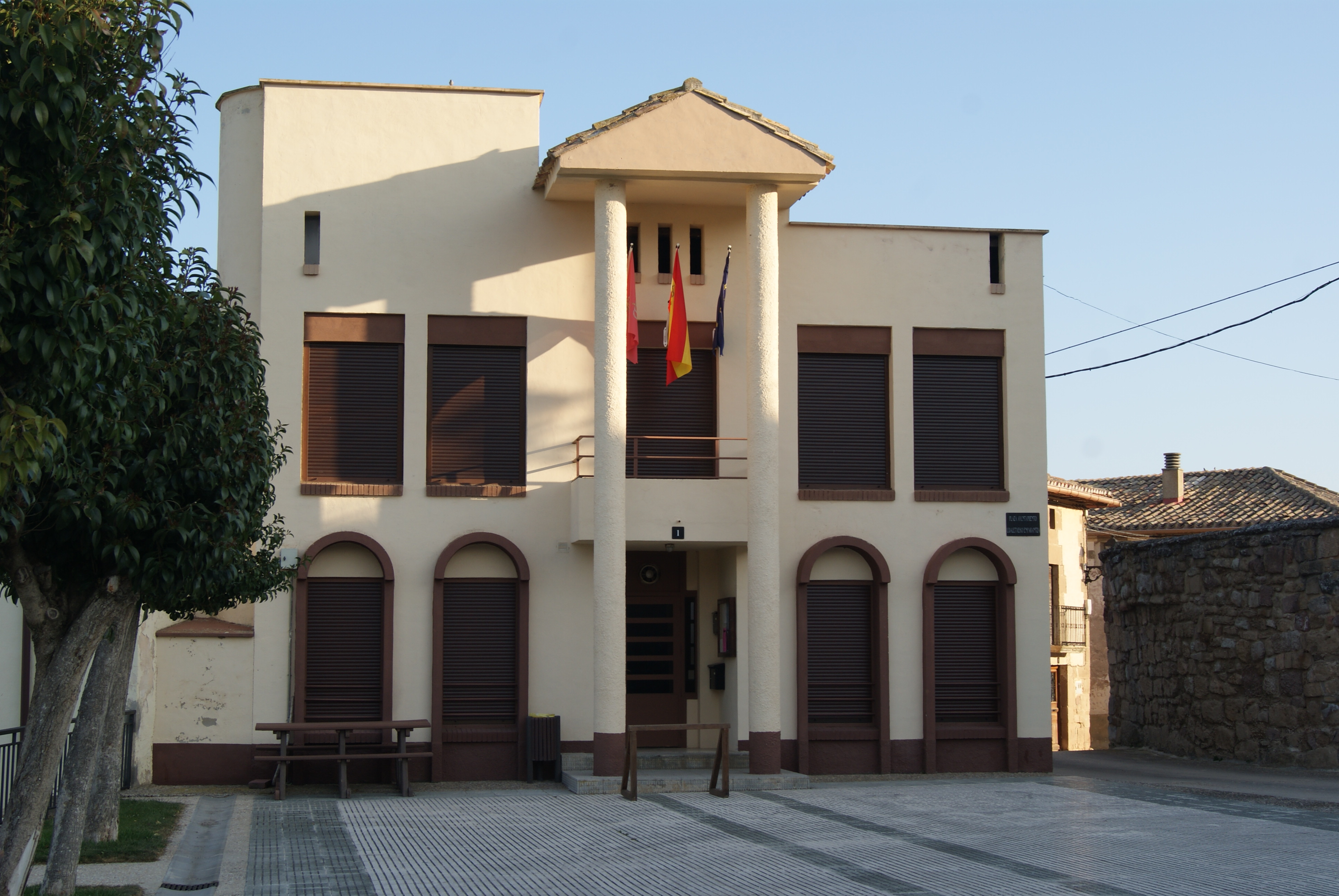
Rathaus

- Jakobuskirche
- Rathaus